# Mr. E's Beautiful Blues
Mr. E's Beautiful Blues är en låt och musiksingel av Eels. Låten finns med i soundtracket till filmen Road Trip. Singeln utkom olika versioner med olika omslag i såväl CD-version och på 7"-vinylskiva. Likt övriga singlar från Daisies of the Galaxy är omslagen till utgåvorna mycket inspirerade från omslaget till albumet.

## Låtlista

### CD-utgåva 1
1. Mr. E's Beautiful Blues
2. Birdgirl on a Cell Phone (tidigare outgiven)
3. Last Stop: This Town (video)

### CD-utgåva 2
1. Mr. E's Beautiful Blues
2. Hospital Food (live från BBC)
3. Cancer for the Cure (video)

### 7"-vinyl

#### Sida A
1. Mr. E's Beautiful Blues

#### Sida B
1. Birdgirl on a Cell Phone